# Talel Mrabet
Pour les articles homonymes, voir Mrabet.
Talel Mrabet (arabe : طلال مرابط), né le 26 décembre 1987, est un nageur tunisien.

## Carrière
Talel Mrabet est médaillé d'argent du relais 4 x 200 mètres nage libre aux Championnats d'Afrique de natation 2010 à Casablanca.
Aux championnats d'Afrique 2012 à Nairobi, il obtient deux médailles d'argent, sur le 200 mètres brasse et sur le relais 4 x 100 mètres quatre nages, ainsi que deux médailles de bronze, sur 50 mètres brasse et 4 x 200 mètres nage libre.

## Famille
Il est le frère aîné du nageur Taki Mrabet.